# Pane, vy jste vdova!
Pane, vy jste vdova! je česká filmová komedie režiséra Václava Vorlíčka z roku 1970. Stěžejním motivem filmu je záměna těl (respektive výměna mozků), z čehož pramení různé komické situace. Iva Janžurová dostala za dvojroli ve filmu ocenění na Mezinárodním filmovém festivalu fantastických filmů v Terstu. Film se měl původně jmenovat Pánové, snědli jsme ledvinky paní Kelettiové, ale tento název se zdál dramaturgii přliš dlouhý. Tak tvůrci přišli s kratším názvem a to Pane, vy jste dvojnásobná vdova. Dramaturg přeškrtnul následně slovo dvojnásobná a vznikl současný název.

## Děj
Vládce fiktivního evropského království Rosebud IV. (Jiří Sovák) se na letišti účastní slavnostního vojenského uvítání svého bratrance, krále Oscara XV. (František Filipovský). Nešikovný velitel čety Bobo (Jan Libíček) však při horlivém vítacím ceremoniálu utne králi Oscarovi ruku v rameni, šlechtická modrá krev vytéká na rudý koberec a král Rosebud dojde k závěru, že neschopnou armádu je vhodné zrušit, protože jen ubližuje lidem.
Toto prohlášení vyděsí armádní generalitu, která se rozhodne krále odstranit rafinovaným způsobem: na klinice slovutného profesora Sommera (Miloš Kopecký) nechají z telecího masa vyrobit duplikát slavné herečky Evelyny Keletiové (Iva Janžurová) a do něj hodlají implantovat mozek sadistické vražedkyně Štubové (Helena Růžičková), odsouzené na smrt. Ta se pak má postarat o odstranění krále, který je hereččiným obdivovatelem. Armádní spiklenec major Steiner (Eduard Cupák) tedy navštíví Štubovou ve vězení, seznámí se tam s jejím přítelem Bloomem (Vladimír Menšík) a poskytne jí sebevražednou pilulku, aby její mozek mohl být co nejdříve doručen na Sommerovu kliniku.
Propuštěný důstojník Bobo má přítele, astrologa jménem Stuart Hample (Jiří Hrzán). Ten na jeho žádost vyčte z pozice hvězd horoskop, z nějž vyplývá, že Stuart se jednak ožení se svou vysněnou láskou Molly (Olga Schoberová), která je přitom milenkou majora Steinera, a navíc se stane vdovou. Souběžně však Hamplovy služby využije i král Rosebud IV., jenž se tak dozví, že se na něj chystá atentát. Informuje o tom generála Otise (Čestmír Řanda) a majora Steinera, tedy strůjce atentátu, aby to prověřili. Otis rozhodne, že Hample je příliš nebezpečný a jeho odstranění je úkolem číslo 1. Astrolog je pod záminkou věštby vylákán na jatka a zavražděn, jeho mozek je určen k archivaci, ale zřízenec pitevny provede záměnu s mozkem Štubové a rozjíždí se kolotoč záměn, nedorozumění a atentátů.
Hamplův mozek se tedy dostane do kopie herečky Keletiové, kterýžto duplikát je ubytován ve Steinerově vile, na dohled od vily průmyslníka Keletiho (Otto Šimánek). Ten se po několika extempore začne domnívat, že mu je Evelyna nevěrná, a v záchvatu žárlivé zuřivosti ji zavraždí – netuší totiž, že předtím přistihl in flagranti její dvojnici. Za pomoci svého vynalézavého tajemníka (Lubomír Kostelka) se pokusí zavraždit i tuto dvojnici, ale přijde přitom sám o život. Hampl v těle dvojnice se mezitím od Otise snaží získat zpět své astrologické mapy, které si generál přivlastnil po jeho smrti. Při potyčce v Otisově vile dojde k dalšímu nedorozumění, když je přistihne Otisova manželka (Stella Zázvorková) i s houfem novinářů.
Umělá dvojnice Keletiové zhotovená z telecího, je určena k „porážce“ a konzumaci na svatební hostině Steinera s Molly – Bobo však maso zamění a upeče pravé telecí. Steiner se začne domnívat, že jedí skutečnou Keletiovou a v kuchyni se pokusí její dvojnici zavraždit znovu – Bobo ho ale udeří sekerou a uvede do bezvědomí. Na klinice profesora Sommera pak Hample navrhne, aby jeho mozek byl z těla falešné Keletiové vložen do Steinerova těla, čímž by Sommer mohl napravit svůj předchozí omyl vložením mozku Štubové do dvojnice Keletiové. To se skutečně stane, a vražedkyně Štubová v těle Keletiové pak svede a podřízne generála Otise. 
Bláznivý kolotoč záměn vygraduje v divadle, kde má Keletiová vystoupení v hlavní roli, ale na jeviště se pochopitelně dostane její kopie s mozkem Štubové. Ta pak po svém bizarním vystoupení přímo na jevišti podřízne zkorumpovaného herce Gugenheima (Jiří Lír), jehož si spiklenci najali na zabití krále, který v čestné lóži sleduje představení.
Gugenheim je sice zneškodněn, ale král je z lóže unesen. Spiklenci mají totiž ještě záložní plán, postavený na bombě ukryté v Mollyině podpatku, a zastelou svázaného krále do její postele. Hample (v těle Steinera) ale stihne bombu včas objevit a vyhodit oknem. 
Král Rosebud IV. tak nakonec atentátu unikne a „dvojnásobná vdova“ Stuart Hample v těle Steinera skutečně získává svou lásku Molly – neboť jak sám říká, „hvězdy nelžou“.

## Citáty
„Kdo dělal žaludek? To jsem si mohl myslet. Jak vás mohlo napadnout dát tam bachor, knihu, čepec a slez? Vždyť by přežvykovala! Somnambule. Abych z vás neudělal nezaměstnaného!“ (dr. Sommer kárá svého podřízeného)
„Starej se radši o sebe. Pálí se ti ruka.“ (král Rosebud IV. ke svému bratranci králi Oscaru XV.) – „Z čeho oni to asi dělají?“ (král Oscar XV. oddělá transplantovanou ruku z plamene svíčky) – „To je z nohy.“ (král Rosebud IV. si přičichne a vzápětí má jasno)

## Zajímavosti
Pro scénu, kde průmyslník Kelleti přijde o život, byla u vily vyhloubena jáma, do které si Otto Šimánek vlezl, okolo krku mu bylo postaveno bednění a zasypáno hlínou a osázeno růžemi. Natáčení několika sekund děje, kdy Kelletiho uťatá hlava s vyčítavým výrazem leží v záhonu, trvalo necelou půlhodinu. Až při vyhrabávání vyšlo najevo, že v hlíně sídlili rezaví mravenci a Otto Šimánek tak musel vydržet mnoho desítek jejich bolestivých a pálivých kousnutí do krku.